# Saint-Sylvestre (Haute-Savoie)

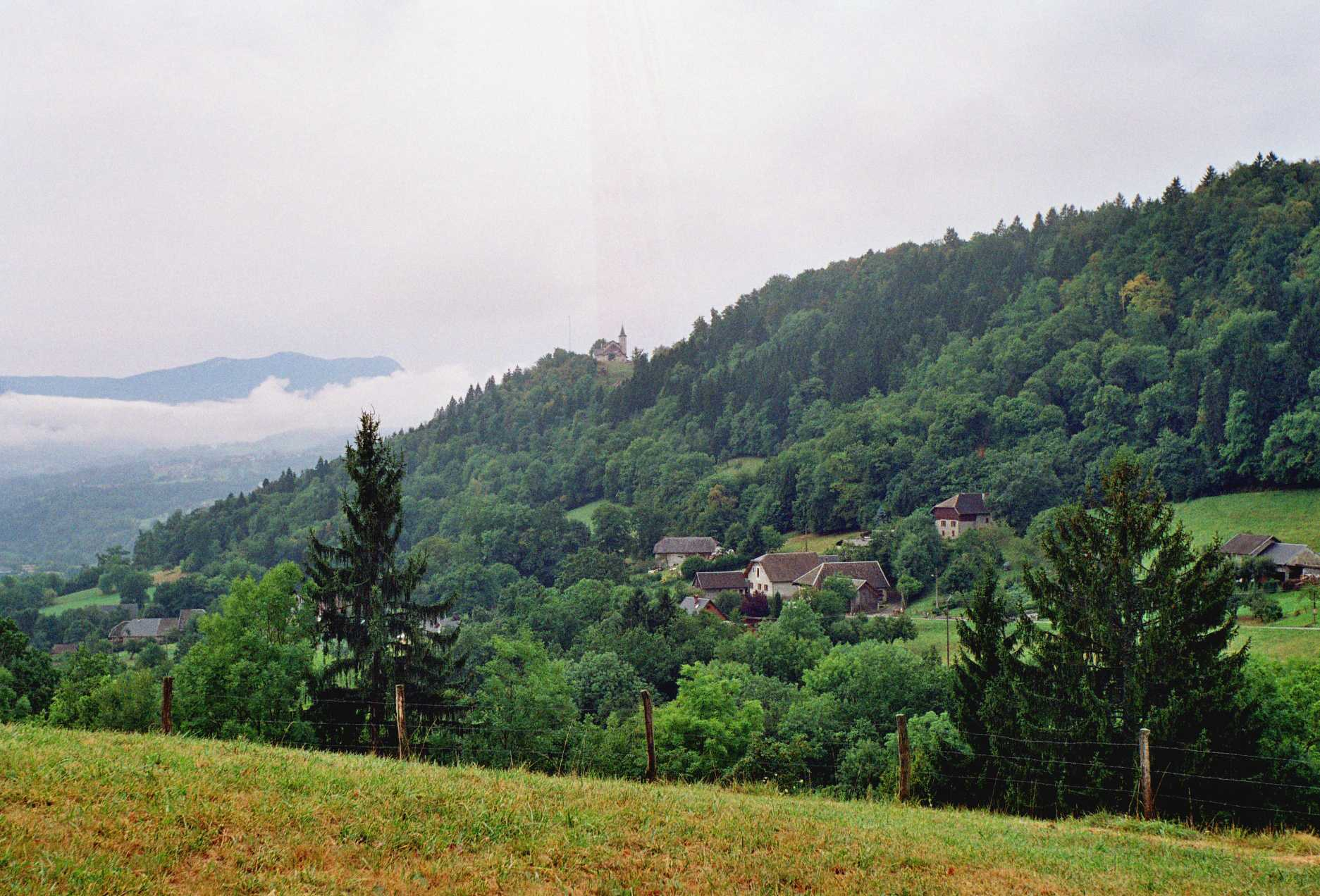
Saint-Sylvestre (2009)

Saint-Sylvestre ist eine französische Gemeinde im Département Haute-Savoie in der Region Auvergne-Rhône-Alpes.

## Geographie
Saint-Sylvestre liegt auf 667 m, in der Nähe von Rumilly, etwa elf Kilometer südwestlich der Stadt Annecy (Luftlinie). Das Bauerndorf erstreckt sich an aussichtsreicher Lage im Alpenvorland, im Albanais, auf einem Hügel rund 300 m über dem Talboden des Chéran.
Die Fläche des 5,34 km² großen Gemeindegebiets umfasst einen Abschnitt des Albanais. Die südliche Grenze verläuft entlang dem Chéran, der hier mit mehreren Talmäandern von Südosten nach Nordwesten fließt. Im Lauf der Zeit hat sich der Fluss in die Molasseschichten der Umgebung eingesenkt, so dass er durch ein Tal strömt, das beidseitig von 5 bis 50 m hohen Felswänden flankiert ist. Im Westen und Osten wird das Gemeindegebiet von zwei rechten Seitenbächen des Chéran begrenzt. Der Hauptteil des Gebietes wird von einem in Nord-Süd-Richtung langgestreckten Hügelkamm eingenommen, auf dem mit 688 m die höchste Erhebung von Saint-Sylvestre erreicht wird. Der Kamm fällt gegen Süden und Osten relativ steil ab, während der Westhang deutlich flacher ausgeprägt ist. 
Zu Saint-Sylvestre gehören neben dem eigentlichen Ortskern mehrere Weilersiedlungen und Gehöfte, darunter: 
- Le Pissieu (420 m) im Tal des Chéran am Südfuß des Hügels von Saint-Sylvestre
- Marcellette (480 m) am Westhang des Hügels
- Vouchy (528 m) am Westhang des Hügels
- Champollier (550 m) in einem Tal östlich des Hügels
- Muret (595 m) auf der Hochfläche nördlich des Hügels
- Le Gruy (630 m) auf dem Hügel von Saint-Sylvestre

Nachbargemeinden von Saint-Sylvestre sind Marcellaz-Albanais im Norden, Chapeiry im Osten, Alby-sur-Chéran und Marigny-Saint-Marcel im Süden sowie Boussy im Westen.

## Geschichte
Der Hügel von Saint-Sylvestre war bereits während der Römerzeit besiedelt.

## Sehenswürdigkeiten
Die Dorfkirche auf dem Hügel wurde 1854 im Stil der Neuromanik an der Stelle eines Vorgängerbaus errichtet; der Glockenturm stammt von 1718. Im Jahr 1878 wurde die Kapelle Notre-Dame-du-Perpétuel-Secours neu erbaut. Von den profanen Bauwerken ist das Château de Songy zu erwähnen. 

## Bevölkerung
| Jahr                       | 1962 | 1968 | 1975 | 1982 | 1990 | 1999 |
| Einwohner                  | 325  | 315  | 321  | 340  | 378  | 511  |
| Quellen: Cassini und INSEE |      |      |      |      |      |      |

Mit 598 Einwohnern (Stand 1. Januar 2022) gehört Saint-Sylvestre zu den kleinen Gemeinden des Département Haute-Savoie. Im Verlauf des 19. und 20. Jahrhunderts nahm die Einwohnerzahl aufgrund starker Abwanderung kontinuierlich ab (1861 wurden in Saint-Sylvestre noch 606 Einwohner gezählt). Seit Beginn der 1980er Jahre wurde jedoch wieder eine deutliche Bevölkerungszunahme verzeichnet.

## Wirtschaft und Infrastruktur
Saint-Sylvestre war bis weit ins 20. Jahrhundert hinein ein vorwiegend durch die Landwirtschaft geprägtes Dorf. Daneben gibt es heute verschiedene Betriebe des lokalen Kleingewerbes. Mittlerweile hat sich das Dorf auch zu einer Wohngemeinde entwickelt. Viele Erwerbstätige sind Wegpendler, die in den größeren Ortschaften der Umgebung und im Raum Annecy ihrer Arbeit nachgehen.
Die Ortschaft liegt abseits der größeren Durchgangsstraßen. Lokale Straßenverbindungen bestehen mit Rumilly, Marcellaz-Albanais, Chapeiry und Alby-sur-Chéran. Der nächste Anschluss an die Autobahn A41 befindet sich in einer Entfernung von rund 9 km.